# Pawieł Kaufman
Pawieł Jurjewicz Kaufman-Rostowcew (ros. Павел Юрьевич Кауфман-Ростовцев, ur. 1877, zm. 1951) – rosyjski fizjolog, uczeń Iwana Pawłowa. W 1912 roku jako pierwszy zarejestrował elektroencefalograficznie doświadczalnie wywołany napad padaczkowy.
Studiował na Wojskowej Akademii Medycznej w St. Petersburgu. Tytuł doktora medycyny otrzymał w 1904 roku. W 1914-15 roku zmienił nazwisko na Rostowcew. Był profesorem fizjologii na Uniwersytecie w Tyflisie i wykładał fizjologię na kursach wyższych w Baku.

## Wybrane prace
- О двусторонней проводимости нервнаго волокна: экспериментально-критическое изслѣдованіе : диссертація на степень доктора медицины. Тип. П. П. Сойкина, 1904